# Emil Winkler (Bauingenieur)
Emil Ernst Oskar Winkler (* 18. April 1835 in Falkenberg/Elster; † 27. August 1888 in Berlin) war ein deutscher Bauingenieur und Hochschullehrer.

## Leben
Winkler wurde in Falkenberg als Sohn des Försters Johann Leberecht Winkler und dessen Ehefrau Juliane Wilhelmine Winkler geb. Beckmann geboren. Sein Vater beging am 12. Geburtstag des Sohns Selbstmord. Dem Besuch der Volksschule in Falkenberg (ab 1841) folgte ab 1847 der Besuch des Gymnasiums in Torgau, den er 1850 abbrach. Er absolvierte nun in Torgau eine Lehre als Maurer und besuchte anschließend die Baugewerkschule Holzminden.
Emil Winkler studierte anschließend 1854 bis 1858 am Polytechnikum Dresden. Dort waren der Bauingenieur Johann Andreas Schubert und der Mathematiker Oskar Schlömilch seine Lehrer. Anschließend war er Hilfsingenieur in der sächsischen Wasserstraßenverwaltung. Ab 1860 promovierte er an der Universität Leipzig bei dem Physiker Wilhelm Gottlieb Hankel zu einem Thema aus der Bodenmechanik (Über den Druck im Innern von Erdmassen). Zudem gab er Kurse am Polytechnikum Dresden, wo er von 1861 bis 1865 wissenschaftlicher Assistent von Schubert war. 1865 wurde er Professor an der späteren Deutschen Technischen Hochschule Prag und 1868 Professor für Eisenbahnbau und Brückenbau am Polytechnikum Wien (ab 1872 k.k. Technische Hochschule Wien). Dort war er vom 15. Oktober 1868 bis zum 22. September 1877. Im Jahr 1877 wechselte er an die Berliner Bauakademie als Professor für Baustatik und Brückenbau. Von Mai 1881 bis 1882 war er der zweite Rektor der Technischen Hochschule (Berlin-)Charlottenburg.
Während seiner wissenschaftlichen Tätigkeit befasste sich Emil Winkler mit Brückenbau, Tunnelbau, Erdbau, Elastizität und Festigkeit der Baustatik. Er untersuchte die Probleme der Berechnung zwei- und dreidimensionaler Belastung von Bauteilen experimentell.
Mit Winklers Namen verbunden ist im Bauingenieurwesen noch heute die „Winklersche Bettung“, ein Modell zur Ermittlung der Belastung des Unterbaus der Eisenbahngleise. Winkler befasste sich mit dem Problem der Reduzierung des hohen Rechenaufwands bei der Konstruktion von Fachwerken durch ein später so genanntes „Verfahren der Influenzlinien (Einflusslinien)“. Von ihm stammen auch Fortschritte bei der Theorie elastischer Mauerwerksbögen (Theorie der Stützlinie).
Emil Winkler starb am 27. August 1888 in Folge eines Schlaganfalls auf der Baustelle seines Hauses in Berlin-Friedenau. Er war verheiratet mit Clara Helene geb. Crentz, der Tochter eines Dresdner Kaufmanns.
Die Universität Bologna verlieh ihm die Ehrendoktorwürde.

## Schriften
- Formänderung und Festigkeit gekrümmter Körper, insbesondere der Ringe. In: Civilingenieur, 4. Jahrgang 1858, S. 232–246.
- Festigkeit der Röhren, Dampfkessel und Schwungringe. In: Civilingenieur, 6. Jahrgang 1860, S. 325–362, S. 427–462.
- Beiträge zur Theorie der continuierlichen Brückenträger. In: Civilingenieur, 8. Jahrgang 1862, S. 136–182.
- Die Lehre von der Elasticität und Festigkeit mit besonderer Rücksicht auf ihre Anwendung in der Technik. H. Dominicus, Prag 1867. (online)
- Vorträge über Eisenbahnbau, gehalten am königlich böhmischen polytechnischen Landesinstitut in Prag. H. Dominicus, Prag 1867.
- Vortrag über die Berechnung der Bogenbrücken. In: Mitteilungen des Architekten- und Ingenieurvereins in Böhmen, 3. Jahrgang 1868, S. 6–12 / 4. Jahrgang 1869, S. 1–7.
- Abriss der Geschichte der Elasticitätstheorie. In: Technische Blätter, 3. Jahrgang 1871, Nr. 1, Nr. 3.
- Theorie der continuierlichen Träger. In: Österreichische Ingenieur- und Architekten-Zeitschrift, 24. Jahrgang 1872, S. 27–32, S. 61–65.
- Die Gitterträger und Lager gerader Träger eiserner Brücken. Carl Gerold’s Sohn, Wien 1872.
- Neue Theorie des Erddruckes nebst einer Geschichte der Theorie des Erddruckes und der hierüber angestellten Versuche. Waldheim, Wien 1872.
- Technischer Führer durch Wien. Lehmann & Wentzel, Wien 1873.
- Die Lage der Stützlinie im Gewölbe. In: Deutsche Bauzeitung, 13. Jahrgang 1879, S. 117–119, 127–130 / 14. Jahrgang 1880, S. 58–60.
- Die Sekundärspannungen in Eisenkonstruktionen. In: Deutsche Bauzeitung, 14. Jahrgang 1881, S. 110–111, S. 129–130, S. 135–136.
- Theorie der Brücken. Theorie der gegliederten Balkenträger. 2. Auflage, Carl Gerold’s Sohn, Wien 1881.
- Vorträge über die Statik der Baukonstruktionen. Teil 1: Festigkeit gerader Stäbe. Berlin 1883. (online)